# Ledinska imena po rastju
Ledinska imena po rastju so izpeljana iz poimenovanja določenega kraja po tamkajšnjih značilnih rastlinah. Razvila so se v času spremembe rodovno-plemenske ureditve družbe pri Slovencih. Do tega je moralo priti tedaj, ko lov, ribolov in nabiralništvo niso več zadovoljevali potreb po prehrani vedno številčnejših rodov. Udomačili so prve travojede živali in jih vodili na področja s pašo, tam so postavili tudi nekakšna začasna bivališča- stane, okolico so poimenovali po rastlinah, katere so že poznali ali pa po kakšni pomembni značilnosti rastline. Veliko je bilo še dreves, grmovja, trav, cvetic in mahov ter zeli. Po vsem tem rastlinstvu so poimenovali kraje, kjer so pasli. Imena najpomembnejših rastlin na določenem kraju so postala nova ledinska imena, kot na primer hrastje, bukovje, jelševje, grmovje, leščevje in tako naprej. Ta imena pa so počasi prehajala na stalne uporabnike teh področij ali začasne prebivalce, ki so lahko postali tudi stalni v osebna imena prebivalcev teh krajev, na primer Hrastar, Bukovnik, Jevšnik, Grmovšek, Leščak in tako dalje. Nekaj takih imen, katera so prešla v slovenska osebna imena je prikazano v spodaj.

## B
- bezeg -bezgovje,
  - Bezeg, Bezek,
- bob -bobovje,
  - Bobovnik, Bobovšek, Bobek,
- bor -borovje,
  - Borovec, Borovšak, Borje
- brest -brestje,
  - Brest, Brestovšek,
- breza -brezje,
  - Breznik, Breznikar, Brezovšek,
- brin -brinje
  - Brinovc, Brinovec,
- bukev -bukovje,
  - Bukovec, Bukovc, Bukovnik, Bukovšek,

## C
- cer -cerovje,
  - Ceraj, Cerovšek, Ceršak,

## Č
- čemaž -čemažje,
  - Čemažar,
- Čišljak -čiševlje,
  - Češljar,

## D
- detelja -deteljišče,
  - Detela,
- Dob -dobje,
  - Dobnik, Dobnikar,
- dren -drnulje,
  - Drenovec,

## G
- gaber -gaberje,
  - Gaber, Gabrovec, Gabrovšek,
- grint -grintovje,
  - Grintovc, Grintar,
- grm -grmovje,
  - Grmovšek, Grmovnik, Grmek

## H
- hoja -hojevje
  - Hojnik,
- hrast -hrastovje
  - Hrast, Hrastar, Hrastovšek

## I
- iva -ivance
  - Ivanc,

## J
- javor -javorje,
  - Javornik, Javoršek,
- jeglič -jegličevje,
  - Jeglič,
- jelša, (tudi jevša) -jelševje,
  - Jelšnik, Jevšnik, Jevšinek,
- jesen -jesenje -jesenice,
  - Jesenik, Jeseničnik, Jesenšek, Jesenovec,

## K
- kopriva -koprive,
  - Kopriva, Koprivec, Koprivc, Koprivnik, Koprivšek,
- koreninca -korenje,
  - Koren, Korenčan, Korenšek,
- kostanj -kostanje,
  - Kostanjšek,
- kresnica -kresnice,
  - Kresnik,
- kutina -kutinje,
  - Kutin,

## L
- lakota -lakotje,
  - Lakota,
- lan -lanišče,
  - Laninšek, Lanšček, Lanšak,
- leska -leščevje,
  - Leskovšek, Leščak, Lešek,
- lilija -lilije,
  - Lilija,
- lipa -lipovje,
  - Lipnik, Lipovšek, Lipovec, Podlipnik

## M
- macesen -macesnje,
  - Macesnik,
- mah -mahovje,
  - Mah, Mahovnik, Mahota, Mahkota, (tudi-Mach),
- mak -makovje,
  - Makouc, Makuc, Makovec,

## O
- oreh -orehovje,
  - Orehar, Orešnik,

## P
- praprot -praprotje,
  - Praprotnik,

## R
- resa -resje,
  - Resnik, Resovnik,
- robida -robidje,
  - Robida, Robidnik,
- roža -rože,
  - Rožencvet, Bodiroža,

## S
- siršaj -siršje,
  - Serše, Sirc, Siršek,
- slak -slačje,
  - Slak,
- smreka -smrečje,
  - Smrekar, Smrekovec, Smrečnik,
- sporiš -sporišje,
  - Sporiš,
- srbot -srbotje-(ovijalka),
  - Srbotnik,
- svišč -sviščevje,
  - Sviščak, Svišček,

## T
- tisa -tisje,
  - Tisnik, Tisnikar, Tiselj,
- topol, -topolovje,
  - Topolčnik, Topolščak, Topolovec,
- trn -trnje,
  - Trnovec, Trnovšek,

## V
- vajgelj -vajgelovje,
  - Vajgelj,
- volčin -volčinje,
  - Volčin, Volčan, Volčanšek,